# Han van Meegeren
Han van Meegeren  (10. listopada 1889. – 30. prosinca 1947.) bio je nizozemski slikar i portretist, za kojeg se smatra da je jedan od najvećih krivotvoritelja umjetnina 20. stoljeća. Unatoč svom nezakonitom poslu, van Meegeren je postao nacionalni heroj nakon Drugog svjetskog rata kada je otkriveno da je prodao krivotvorenu sliku reichsmarschallu Hermannu Göringu tijekom nacističke okupacije Nizozemske. 
Kao dijete Van Meegeren je bio oduševljen slikama nizozemskog zlatnog doba te se počeo baviti slikarstvom. Umjetnički kritičari smatrali su,  njegov rad umornim i izvedenim, a van Meegeren je smatrao da su mu uništili karijeru. Svoj talent odlučio je dokazati krivotvorenjem slika poznatih umjetnika među kojima su Frans Hals, Pieter de Hooch, Gerard ter Borch i Johannes Vermeer. Tako je dobro kopirao njihove stilove da su najbolji umjetnički kritičari i stručnjaci tog vremena prihvatili slike kao izvorne i ponekad izvrsne. Njegova najuspješnija krivotvorina bila je večera u Emausu, naslikana 1937. godine, dok je živio na jugu Francuske; stručnjaci kao što je Abraham Bredius su sliku smatrali izvornim djelom.
Tijekom Drugog svjetskog rata, Göring je nabavio 137 slika, između ostalog i van Meegerenovoglažnog Vermeera, slika je postala jedan od njegovih najcjenjenijih umjetničkih predmeta. Nakon rata, Van Meegeren je uhićen, jer su dužnosnici vjerovali da je prodao nizozemske umjetničke predmete nacistima. Suočavajući se s mogućom smrtnom kaznom, van Meegeren je priznao manje ozbiljnu optužbu za krivotvorenje. Osuđen je zbog optužba za krivotvorenje i prijevaru 12. studenoga 1947., nakon kratkog, ali vrlo praćenog suđenja, osuđen je na skromnu kaznu u trajanju od jedne godine zatvora. Međutim, kaznu nije odslužio; umro je 30. prosinca 1947. u klinici Valerius u Amsterdamu, nakon dva srčana udara.  Procjenjuje se da je van Meegeren krivotvorenjem stekao protuvrijednost od 30 milijuna američkih dolara. 

## Vanjske poveznice
- Fotografija suđenja van Meegerenu  Arhivirana inačica izvorne stranice od 3. ožujka 2016. (Wayback Machine)
- The Meegeren website s mnogim primjerima van Meegerenovih vlastitih slika, uz pregledane podatke o njegovom osobnom životu koje je priredio Frederik H. Kreuger. (engl.)